# Atlantocis canariensis
Atlantocis canariensis là một loài bọ cánh cứng trong họ Ciidae. Loài này được Israelson miêu tả khoa học năm 1985.